# Rachel Shenton
Rachel Shenton (Stoke-on-Trent, 21 dicembre 1987) è un'attrice britannica.

## Biografia
Rachel Shenton è nata il 21 dicembre 1987 a Stoke-on-Trent. Ha frequentò la scuola secondaria a Cheadle, nello Staffordshire, per poi studiare a studiare arti dello spettacolo allo Stoke-on-Trent College. Inoltre, mentre studiava faceva volontariato presso l'ente di beneficenza locale Deaflinks. Ha iniziato la sua carriera di attrice recitando in alcune serie televisive, come Holby City e Waterloo Road. Ha anche girato diversi spot pubblicitari per il Ministero della difesa e il videogioco Sega Superstars Tennis. Nel 2008 ha recitato nella serie di Nickelodeon Un genio sul divano. Dal 2010 al 2013 ha interpretato Mitzeee Minniver nella soap opere Hollyoaks. Prima che il suo personaggio facesse il suo debutto nella serie, Shenton ha ricevuto l'attenzione dei media e dei tabloid per la sua somiglianza con la cantante Cheryl Cole . Successivamente, ha fatto il suo debutto nella serie della ABC Family Switched at Birth - Al posto tuo interpretando la giovane insegnante tirocinante Lilly Summers. Nel 2017 ha prodotto e sceneggiato, oltre ad averci recitato, il cortometraggio The Silent Child del marito Chris Overton. Il corto, nel quale viene utilizzata la lingua dei segni britannica, è basato sulle esperienze personali di Shenton, figlia di un genitore divenuto sordo. Quest'opera le ha valso il Premio Oscar al miglior cortometraggio. Nel marzo 2019 si è unita al cast della serie della BBC Two White Gold. Dal 2020 recita in Creature grandi e piccole - Un veterinario di provincia.

## Vita privata
Quando aveva 12 anni, suo padre è diventato sordo dopo essersi sottoposto a chemioterapia per il cancro. Dopo la sua morte, Shenton ha deciso di imparare la lingua dei segni britannica. Nel 2011 è stata nominata ambasciatrice della National Deaf Children's Society e continua a sensibilizzare l'opinione pubblica sulla sordità nel Regno Unito. Per beneficienza ha scalato il Kilimangiaro e la BT Tower di Londra. Nel 2013 ha fondato a Stoke-on-Trent la Midlands Screen Acting School per offrire l'opportunità a giovani attori di entrare nel settore. Dal 2018 è sposata con il regista e attore Chris Overton. Nel luglio 2019 è stata insignita di una laurea honoris causa dall'Università di Keele per il suo contributo nella sensibilizzazione sul supporto educativo per le disabilità dei bambini.

## Filmografia

### Attrice

#### Cinema
- Blood and Bone China, regia di Chris Stone (2012)
- Money Kills, regia di Lee Murphy (2012)
- The Hand of the Creator, regia di Odilon Rocha (2016)
- The Colour Room, regia di Claire McCarthy (2021)
- The Strangers: Capitolo 1 (The Strangers: Chapter 1), regia di Renny Harlin (2024)

#### Televisione
- Holby City - serie TV, episodio 7x52 (2005)
- Doctors - serie TV, 2 episodi (2006-2007)
- Waterloo Road - serie TV, 3 episodi (2007)
- Un genio sul divano (Genie in the House) - serie TV, episodio 3x09 (2008)
- Storyville - serie TV, 1 episodio (2008)
- Hollyoaks Later - serie TV, 15 episodi (2010-2012)
- Hollyoaks - serie TV, 235 episodi (2010-2013)
- Blood and Bone China - serie TV, 10 episodi (2011)
- Living the Dream, regia di Alex Winckler - film TV (2013)
- Switched at Birth - Al posto tuo (Switched at Birth) - serie TV, 19 episodi (2014-2017)
- Year of Spies - serie TV, 2 episodi (2015)
- White Gold - serie TV, 6 episodi (2019)
- A Confession - miniserie TV, episodio 1x06 (2019)
- Un imprevisto per Natale (A Very British Christmas), regia di Steven Nesbit - film TV (2019)
- Creature grandi e piccole - Un veterinario di provincia (All Creatures Great and Small) - serie TV, 35 episodi (2020-in corso)
- For Her Sins - serie TV, 4 episodi (2023)

#### Cortometraggi
- The Feeling of Unreality, regia di Chris Stone (2012)
- The Winter's Club, regia di Chris Stone (2013)
- The Silent Child, regia di Chris Overton (2017)
- A Glimpse, regia di Tom Turner (2019)
- Roy, regia di Tom Berkeley e Ross White (2021)
- In Too Deep, regia di Chris Overton (2023)

### Doppiatrice
- Ozi - La voce della foresta (Ozi - Voice of the forest), regia di Tim Harper (2023)

### Produttrice
- The Silent Child, regia di Chris Overton - cortometraggio (2017)
- Roy, regia di Tom Berkeley e Ross White - cortometraggio (2021)
- Night Shift, regia di Bim Ajadi - cortometraggio (2022)
- In Too Deep, regia di Chris Overton - cortometraggio (2023)
- Isla Soledad, regia di Omar Deneb Juárez - cortometraggio (2023)

### Sceneggiatrice
- The Silent Child, regia di Chris Overton - cortometraggio (2017)
- Leader, regia di Chris Overton - cortometraggi (2021)

## Riconoscimenti
- Premio Oscar
  - 2018 - Miglior cortometraggio per The Silent Child